# 무등로

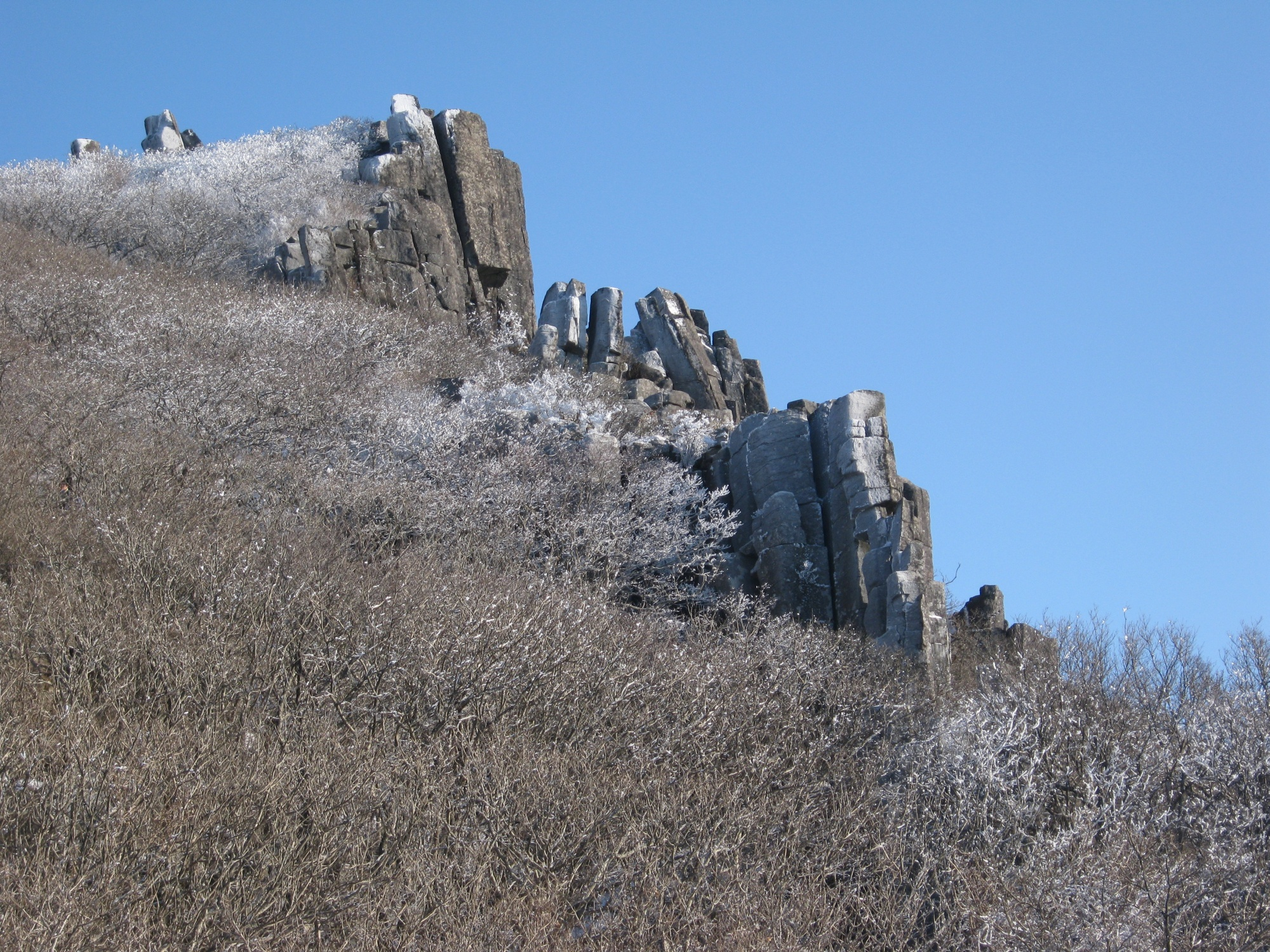
무등로의 종점인 무등산

무등로(無等路, Mudeung-ro, 광주광역시도 제5호선)는 광주광역시 북구 운암동에서 금곡동을 잇는 도로이다. 무등로는 총 연장 15.75km이며, 구간에 따라서 2차선, 4차선, 6차선으로 분화한다. 도로 이름은 무등산에서 따왔다.

## 노선
| 이름              | 접속 노선 | 소재지     | 소재지 | 비고 |
| ----------------- | --------- | ---------- | ------ | ---- |
| (이름없음)        | 하남대로  | 광주광역시 | 북구   |      |
| (이름없음)        | 죽봉대로  | 광주광역시 | 북구   |      |
| 무등경기장 사거리 | 금호      | 광주광역시 | 북구   |      |
| 신안사거리        | 자미로    | 광주광역시 | 북구   |      |
| (이름없음)        | 자동차로  | 광주광역시 | 북구   |      |
| 광주역앞          | 태봉로    | 광주광역시 | 북구   |      |
| 광주역앞          | 경열로    | 광주광역시 | 동구   |      |
| 광주역앞          | 재봉로    | 광주광역시 | 동구   |      |
| 시청사거리        | 독립로    | 광주광역시 | 동구   |      |
| 산장입구 사거리   | 중앙로    | 광주광역시 | 남구   |      |
| (이름없음)        | 참판로    | 광주광역시 | 동구   |      |
| 산수오거리        | 경양로    | 광주광역시 | 동구   |      |
| 산수오거리        | 필문대로  | 광주광역시 | 동구   |      |
| (이름없음)        | 밤실로    | 광주광역시 | 동구   |      |
| 무등산과 직결     |           |            |        |      |

## 관광
광주역에서 무등산까지 가는 순환버스를 운영한다. 무등산국립공원, 원효사, 장불재, 입석대를 지나간다.

## 주요 건물 및 시설
- 광주역
- 광주기아챔피언스필드
- 계림초등학교
- 광주고등학교
- 충장중학교
- 산수초등학교
- 장원초등학교

## 같이 보기
- 무등산